# SC Fives

Logo

Der Sporting Club Fivois oder kurz SCF war ein traditionsreicher französischer Fußballverein aus Fives, einem Ortsteil der Stadt Lille im Département Nord, unmittelbar an der Grenze zu Belgien gelegen.
Gegründet wurde der SC im Jahr 1901 als Éclair (dt.: "Blitz") Fivois; 1919 nahm er den Namen SC Fives (ausgesprochen [Fi:w]) an, den der Klub bis zu seiner Auflösung (Fusion mit Olympique Lillois, 1944) beibehielt. Er spielte im Stade Virnot.
Die Vereinsfarbe des SC Fives war Blau; sie lebt im Blau-Rot von OSC Lille noch heute fort.

## Geschichte

### Vor dem Ersten Weltkrieg
Fives, der Verein aus einem östlichen Vorort von Lille, trat nach seiner Gründung dem bis dahin einzigen Fußballverband, der Union des sociétés françaises de sports athlétiques (USFSA), bei, der ab 1898 einen Championnat de France genannten Landesmeisterwettbewerb durchführte. Diesen Wettbewerb dominierten Mannschaften aus dem nördlichen schwerindustriellen Revier bis 1910 trotz harter Konkurrenz in der eigenen Region, am Ärmelkanal und in Paris auf beeindruckende Weise. Diese Leistung wird auch nicht dadurch entwertet, dass es ab 1905 konkurrierende Verbände gab, die ihre eigene Meisterschaft ausspielten – die USFSA blieb der mitgliederstärkste Verband, dem auch die meisten anderen Traditionsvereine Frankreichs (z. B. Standard AC, Racing Club de France und Club Français aus Paris, der Le Havre AC, Stade Helvétique Marseille, Olympique Lille, RC Roubaix und US Tourcoing) angehörten.
Die Fivois spielten in der Nord-Gruppe der USFSA eine gute Rolle, vermochten es allerdings nicht, sich auch landesweit an die Spitze zu setzen, während die Nachbarn aus Roubaix, Tourcoing und Lille es zum Titelgewinn brachten.

### Zwischen den Kriegen

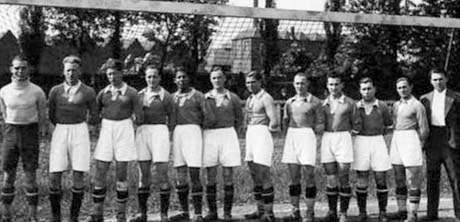
Vizemeistermannschaft 1933/34

Nach Gründung des einheitlichen Fußballverbandes FFF (1919) spielte Fives mehrere Jahre in der höchsten (Amateur-)Liga des Nordens (Division d’Honneur). Auch mit der Einführung eines landesweiten, professionellen Ligabetriebes (1932) blieb der SCF erstklassig. In der ersten Profisaison (1932/33) bestand diese Division 1 noch aus zwei nicht regional zugeordneten Zehner-Staffeln: Fives belegte Platz sieben in Gruppe B, aber der Lokalrivale Lille Olympique wurde Erster der Gruppe A und anschließend auch allererster offizieller Landesmeister. In der folgenden Spielzeit allerdings verpassten die Vorstädter die Landesmeisterschaft nur um einen Punkt, wurden Vizemeister und ließen auch den großen Nachbarn zwei Plätze hinter sich. Dabei entschied Fives auch den direkten Vergleich für sich (3:0 und 1:1). Bis zum Zweiten Weltkrieg und der folgenden Besetzung durch die deutsche Wehrmacht landete der SCF immer im Mittelfeld (zwischen Platz 8 und 12), gewann allerdings wenigstens seine Heimspiele gegen Lille meist.
Im Landespokalwettbewerb um die Coupe de France stieß der SC Fives immerhin regelmäßig bis in die letzten Runden vor: Viertelfinalist 1936 und 1940, Halbfinalist 1935, 1938 und 1939, sowie die Endspielteilnahme 1941. Ein Titelgewinn blieb den Liller Vorstädtern jedoch auch hier versagt – gegen Girondins Bordeaux verlor der SC mit 0:2. 
Die "Kriegsmeisterschaften", die keinen das ganze Land umfassenden Ligabetrieb mehr zuließen, sahen die Mannschaften aus Lille (das in der "verbotenen Zone" lag) erst ab 1942 wieder in der Nordgruppe, und das auch nur für eine Saison: 1942/43 wurde Fives dort noch einmal Dritter (Olympique erneut hinter sich lassend). Aber das Verbot des Professionalismus und die Bestimmung, in der Saison 1943/44 nur noch regionale Auswahlmannschaften spielen zu lassen (die Équipe Fédérale Lille-Flandres wurde hier Zweiter), traf den SCF sportlich wie wirtschaftlich besonders hart, so dass er sich 1944 dem daraufhin in Lille Olympique Sporting Club umbenannten Lokalrivalen anschloss und als eigenständiger Klub zu bestehen aufhörte.

## Ligazugehörigkeit und Erfolge
Nach Einführung des Profifußballs spielte der SC Fives von 1932 bis 1939 erstklassig (Division 1, seit 2002 in Ligue 1 umbenannt).
- Französischer Meister: Fehlanzeige, aber Vizemeister 1934
- Französischer Pokalsieger: Fehlanzeige, aber Finalist 1941

## Bekannte Spieler

### Französische Nationalspieler
Die Zahl der Länderspiele für SC Fives und der Zeitraum dieser internationalen Einsätze sind in Klammern angegeben
- François Bourbotte (17; 1937–1942)
- André Cheuva (3; 1935–1936) vorher vier weitere Länderspiele für einen anderen Verein
- Joseph Gonzales (1; 1936)
- Ernest Libérati (3; 1933–1934; schoss dabei ein Tor) vorher 16 weitere Länderspiele für einen anderen Verein
- Émilien Méresse (1; 1936)

### Andere
- Franz Czernicky
- Joseph Jadrejak
- Jean Prouff
- Marceau Somerlinck
- Norbert Van Caeneghem